# Montastraea
Genre
Montastraea est un genre de scléractiniaires (coraux durs), le seul de la famille des Montastraeidae (mais anciennement classé parmi les Faviidae).

## Liste des espèces
Selon World Register of Marine Species (4/3/2020) :
- Montastraea cavernosa (Linnaeus, 1767)

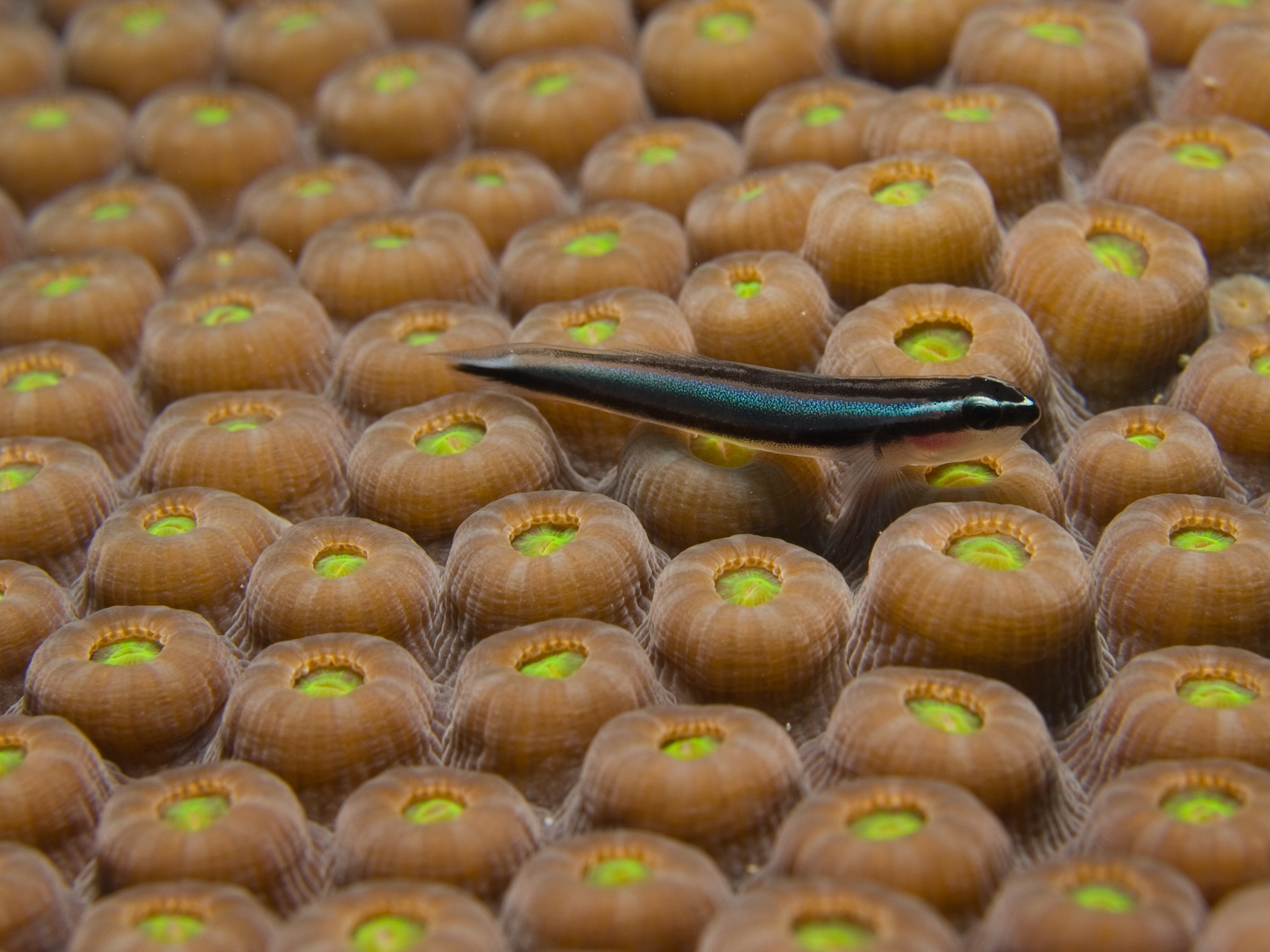
Gros plan sur les corallites, avec un gobie Elacatinus oceanops.